# Franz Pfeiffer
Franz Pfeiffer, född 27 februari 1815 i Bettlach, Solothurn, död 29 maj 1868 i Wien, var en tysk germanist. 
Pfeiffer studerade i München under Hans Ferdinand Massmanns ledning, anställdes 1846 som andre bibliotekarie vid kungliga biblioteket i Stuttgart och utnämndes 1857 till professor vid Wiens universitet. 
Pfeiffer riktade sin forskning nästan uteslutande på tyska språket och litteraturen under den senare medeltiden. Han verkställde på detta område i en mängd avhandlingar många undersökningar och utgav ett stort antal fornskrifter. Bland dessa senare märks "Deutsche Mystiker des vierzehnten Jahrhunderts" och "Die Deutschordenschronik des Nicolaus von Jeroschin". Av hans många litteraturhistoriska och kritiska avhandlingar kan nämnas Der Dichter des Nibelungenliedes (1862) och Forschung und Kritik auf dem Gebiete des deutschen Alterthums (1863). 
Pfeiffer började 1856 att utge tidskriften "Germania", som fick stor betydelse som organ för den germanistiska forskningen. En biografi och en förteckning på Pfeiffers skrifter av Karl Bartsch finnas som inledning till den ur Pfeiffers kvarlåtenskap utgivna brevväxlingen mellan Joseph von Lassberg och Ludwig Uhland (Briefwechsel zwischen Joseph Freiherrn von Lassberg und Ludwig Uhland, 1870).